# ایران‌شناسی (مجله)
ایران‌شناسی نشریه‌ای است که به‌صورت فصل‌نامه با مدیریت جلال متینی به زبان فارسی و انگلیسی در ایالات متحده منتشر می‌شود.
نشریه ایران‌شناسی نشریه‌ای ویژهٔ شناخت تاریخ و تمدن و فرهنگ ایران و زبان و ادبیات فارسی است. هر شمارهٔ مجله شامل بخش‌هایی با عنوان‌های مقاله‌ها، برگزیده‌ها، نقد و بررسی کتاب، گلگشت در انتشارات فارسی، خبرهای ایران‌شناسی و نامه‌ها و اظهارنظرهاست. در فهرست هیئت مشاوران مجله نام پیتر چلکوسکی، جلال خالقی مطلق، راجر سیوری، ذبیح‌الله صفا، محمدجعفر محجوب، حشمت مؤید و احسان یارشاطر آمده‌است.
زمانی که احسان یارشاطر هیئت مشاوره را ترک نمود، کمی بعدتر محمدجعفر محجوب جدیدترین عضو این هیئت گشت.
نکته قابل توجه مجله ایرانشناسی، این بوده که جلال متینی، ویراستار آن، به مخاطبان اطمینان خاطر می‌داد که مقالات مجله از هرگونه خطای تایپی و خطای منبع‌دهی، مصون است. او همواره با مشاوران و اعضای غیردائم مجله مشورت می‌کرد و به آنها در مورد لزوم شایستگی مقالات و جلوگیری از هرگونه جهت‌دهی سلیقه‌ای نویسنده، تأیید می‌ورزید.
انتشار فصل‌نامهٔ ایران‌شناسی از سال ۱۳۶۸ آغاز شد و جایگزین فصل‌نامهٔ ایران‌نامه شد که پیش از آن با مدیریت  جلال متینی منتشر می‌شد. مجلهٔ ایران‌شناسی تا نیمهٔ سال سیزدهم (تابستان ۱۳۸۰) با استفاده از کمک مالی بنیاد کیان منتشر می‌شد. از آن پس بدون تغییر در شکل و محتوا با درج عبارت «دورهٔ جدید» انتشار یافته‌است.
در برخی مناسبت‌های خاص، مجلۀ ایرانشناسی آثارش را به یادبود یکی از پژوهشگران یا هنرمندان اختصاص می‌داد:
- تابستان 1991، ویژه پرویز ناتل خانلری (1913-1990)
- دو شماره، بهار 1991 و پائیز 1999، ویژه ذبیح‌الله صفا (1911-1999)
- دو شماره، پائیز 1992 و زمستان 1992، ویژه نظامی گنجوی
- زمستان 1995، ویژه مهرداد بهار (1929-1994)
- تابستان 2004، ویژه ریچارد فرای.

## بخش انگلیسی
مجله ایران شناسی دارای بخش انگلیسی نیز بود که در آن ترجمه چکیده مقالات فارسی و گاه مقالات انگلیسی درج می شد. پاول اسپراکمن ویراستاری بخش انگلیسی  را به عهده داشت.